# Julius Ebbinghaus
Julius Ebbinghaus (* 9. November 1885 in Berlin; † 16. Juni 1981 in Marburg) war ein deutscher Philosoph. 

## Leben
Julius Ebbinghaus war der Sohn des Psychologen Hermann Ebbinghaus. Sein Vater wurde 1894 als Professor der Psychologie nach Breslau berufen. Julius Ebbinghaus besuchte hier ab 1897 das Maria-Magdalenen-Gymnasium. Nach dem Abitur im Jahre 1904 studierte er  Philosophie, Physik, Mathematik und Kunstgeschichte an den Universitäten von Lausanne, Grenoble, Berlin, Halle und Heidelberg. Hier erfolgte unter Wilhelm Windelband 1909 die Promotion zum Dr. phil. Der Titel der Dissertation war Historisch-systematische Untersuchung über den Weg von Kant zu Hegel. Nach einjährigem Militärdienst und einem Aufenthalt in England traf er bei der Vorbereitung auf die Habilitation in Freiburg auf  den Privatdozenten Richard Kroner, den er vom Magdalenäum in Breslau her kannte. Es folgte der Einsatz als Soldat im Ersten Weltkrieg. Erst 1919 trat Ebbinghaus wieder in den Dienst der Wissenschaft. Er heiratete 1922. Nach dem frühen Tod seiner Frau ging er im Jahre 1930 mit seinem siebenjährigen Sohn Carl-Hermann nach Rostock.
Nachdem Julius Ebbinghaus im Februar 1921 unter Edmund Husserl mit der Schrift Die Grundlagen der Hegelschen Philosophie 1793-1803 habilitiert worden war, wirkte er anschließend an der Universität Freiburg als Privatdozent. In dieser Zeit begann seine Freundschaft mit Martin Heidegger. In dem „Philosophischen Kränzchen“, dem er sich in Freiburg anschloss, gründeten sich auch Freundschaften mit dem Philologen Ludwig Deubner und dem Archäologen Hans Dragendorff. 1926 wurde Ebbinghaus in Freiburg zum nb. außerordentlichen Professor der Philosophie ernannt. Auf einer studentischen Kundgebung gegen das „Versailler Diktat“ trat das bekennende DNVP-Mitglied in Freiburg 1929 als Redner auf. 1930 folgte er einem von Wilhelm Burkamp unterstützten Ruf als ordentlicher Professor für Historische und Systematische Philosophie an die Universität Rostock. Im Jahre 1940, zu Beginn des Zweiten Weltkrieges wurde Ebbinghaus – mit Unterstützung des Philosophen Hans-Georg Gadamer – Professor an der Philipps-Universität Marburg, musste aber gleichzeitig als Heerespsychologe zur Verfügung stehen. In dieser Zeit befreundete er sich mit dem Mathematiker Kurt Reidemeister, dem Germanisten Max Kommerell und dem Theologen Rudolf Bultmann im sog. „Marburger Kreis“. 1942 setzte er sich gemeinsam mit Kommerell und anderen erfolgreich für den zum Tode verurteilten Romanisten Werner Krauß ein. Nach Kriegsende, im Oktober 1945, wurde er von den Amerikanern zum Rektor der Marburger Universität ernannt, die ihn zu ihren großen und bedeutendsten Philosophen zählt.
Zu seinen Schülern gehörten Klaus Reich, Georg Geismann, Manfred Baum, Friedrich Tenbruck, Dieter Henrich und auch der Aphoristiker und frühere Capital-Herausgeber Johannes Gross.

## Lehre
Ebbinghaus, den nach seinen eigenen Worten der Neukantianismus tief in die Arme der hegelschen Philosophie getrieben hatte, wandte sich erst nach seiner Habilitation intensiv der kantischen Philosophie zu. Er versuchte in der Folge zu einem von allen Missverständnissen des Neukantianismus freien Verständnis der kantischen Lehre selbst zu kommen. Dabei ging es ihm nicht nur um eine möglichst genaue Nachzeichnung des kantischen Gedankens, vielmehr war er der Meinung, dass die kantische Philosophie nach wie vor ungebrochene Aktualität besitze. Er hat dies in einer Reihe von ebenso scharfsinnigen wie stilistisch brillanten Aufsätzen darzulegen versucht. Am wirkmächtigsten waren seine Thesen zur Rechtslehre Kants. Ihm ging es vor allem darum, die Unabhängigkeit der Rechtslehre von der Idealität von Raum und Zeit nachzuweisen.
Ebbinghaus veröffentlichte bedeutsame Arbeiten zu Kant und zur Rechts-, Staats- und Sozialphilosophie. Zu den  Hauptwerken und wichtigen Veröffentlichungen von Julius Ebbinghaus zählen Kants Lehre vom ewigen Frieden und die Kriegsschuldfrage (1929, als Anklage gegen den Young-Plan), Zu Deutschlands Schicksalswende (1946/1947) und  Die Strafen für Tötung eines Menschen und Prinzipien einer Rechtsphilosophie der Freiheit (1968). Ebbinghaus wurde 1954 emeritiert, hielt aber noch bis 1966 Vorträge. Er war Herausgeber des „Archiv für Philosophie“ sowie der „Revue internationale de la philosophie“. An der Bergischen Universität Wuppertal befindet sich das Julius-Ebbinghaus-Archiv.

## Werke (Auswahl)
- Gesammelte Aufsätze, Vorträge und Reden. Wissenschaftliche Buchgesellschaft, Darmstadt 1968 (acht Aufsätze zu Kant, fünf zur Geschichte der Philosophie und einer zur Rechtsphilosophie)

Gesammelte Schriften (bei Bouvier hrsg. von Hariolf Oberer und Georg Geismann bzw. Karlfriedrich Herb (Band 4)): 
- Bd. 1: Sittlichkeit und Recht, Praktische Philosophie 1929–1954, Bonn 1986;
- Bd. 2: Philosophie der Freiheit, Praktische Philosophie 1955–1972, Bonn 1988;
- Bd. 3: Interpretation und Kritik, Schriften zur Theoretischen Philosophie und zur Philosophiegeschichte 1924–1972, Bonn 1990;
- Bd. 4: Studien zum Deutschen Idealismus, Schriften 1909–1924, Bonn 1994
- Philosophische Studien aus dem Nachlaß, Würzburg 2013

- Die Atombombe und die Zukunft des Menschen (zum gleichnamigen Werk von Karl Jaspers), in: Studium generale: Zeitschrift für interdisziplinäre Studien 10/3 (1957), S. 144–153.